# Pycnophyllum mucronulatum
Pycnophyllum mucronulatum là loài thực vật có hoa thuộc họ Cẩm chướng. Loài này được Mattf. miêu tả khoa học đầu tiên.